# Marian Anderson
Marian Anderson (Philadelphia, 27 februari 1897 – Portland, 8 april 1993) was een Amerikaanse contralto en een van de meest vermaarde zangeressen van de twintigste eeuw. Muziekcriticus Alan Blyth zei: "Haar stem was een levendige, rijke contralto van een intrinsieke schoonheid". Haar voormalige woonhuis in Philadelphia is nu een museum, het Marian Anderson House.

## Biografie
Het grootste deel van haar carrière heeft zij besteed aan het geven van concerten met bekende orkesten, in de voornaamste zalen in de Verenigde Staten en Europa tussen 1925 en 1965. Alhoewel ze verschillende rollen kreeg aangeboden in grote Europese opera's, heeft Anderson deze altijd afgewezen, omdat ze geen opleiding in acteren had genoten. Ze gaf de voorkeur aan het geven van concerten. Ze zong echter wel aria's uit opera's tijdens haar concerten. Ze heeft veel opnames gemaakt, die samen een beeld geven van haar brede repertoire: van concertwerken, Duitse liederen en opera tot traditionele Amerikaanse nummers and spirituals. Tussen 1940 en 1965 was de Duits-Amerikaanse pianist Franz Rupp haar vaste begeleider.
Anderson was een belangrijke persoon in de strijd van donkerkleurige artiesten om de racistische vooroordelen in de Verenigde Staten gedurende het midden van de twintigste eeuw te overwinnen. In 1939 weigerden de Daughters of the American Revolution (DAR) Anderson toestemming te geven om te zingen voor een gemengd publiek in de DAR Constitution Hall. Hierop trok first lady Eleanor Roosevelt zich terug als lid van de DAR. Het incident plaatste Anderson voor het voetlicht van de internationale gemeenschap op een manier die ongebruikelijk was voor een klassiek musicus. Met de hulp van first lady Eleanor Roosevelt zong Anderson op eerste paasdag 9 april 1939, op de trappen van het Lincoln Memorial in Washington D.C, waarbij ze werd aangekondigd door de minister van binnenlandse zaken Harold Sickes. Ze zong voor een publiek van meer dan 75.000 mensen en een radiopubliek van miljoenen en van het concert werd tevens een film gemaakt. In 1952 ontving ze de Zweedse koninklijke onderscheiding Litteris et Artibus. Anderson ging verder met het afbreken van obstakels voor donkerkleurige artiesten in de Verenigde Staten en was de eerste donkerkleurige artiest die in de Metropolitan Opera in New York optrad, op 7 januari 1955. Haar optreden als Ulrica in Giuseppe Verdi's Un ballo in maschera was de enige keer dat ze een operarol speelde op het podium.
Anderson werkte enige jaren als delegatielid voor het Mensenrechtencomité van de Verenigde Naties en als "goodwill ambassadrice" for the United States Department of State en gaf als zodanig concerten over de hele wereld. Ze nam deel aan de burgerrechtenbeweging in de zestiger jaren en zong op de Mars naar Washington in 1963. Ze ontving vele prijzen en onderscheidingen, waaronder de Presidential Medal of Freedom in 1963, de Kennedy Center Honors in 1978, de National Medal of Arts in 1986 en een Grammy Lifetime Achievement Award in 1991.